# Adoceta apicalis
Adoceta apicalis är en skalbaggsart som beskrevs av Green 1950. Adoceta apicalis ingår i släktet Adoceta och familjen rödvingebaggar. Inga underarter finns listade i Catalogue of Life.